# Heinsberg
Heinsberg är en stad i Kreis Heinsberg i Regierungsbezirk Köln i det tyska förbundslandet Nordrhein-Westfalen. Heinsberg, som för första gången omnämns i ett dokument från år 1085, har cirka 44 000 invånare. En av stadens sevärdheter är Stiftskirche St. Gangolf.